# (7673) Inohara
(7673) Inohara est un astéroïde de la ceinture principale.

## Description
(7673) Inohara est un astéroïde de la ceinture principale. Il fut découvert le 20 octobre 1995 à Oizumi par Takao Kobayashi. Il présente une orbite caractérisée par un demi-grand axe de 2,43 UA, une excentricité de 0,18 et une inclinaison de 1,9° par rapport à l'écliptique.

## Compléments